# Auguste de Schonen
 (février 2019).
Si vous disposez d'ouvrages ou d'articles de référence ou si vous connaissez des sites web de qualité traitant du thème abordé ici, merci de compléter l'article en donnant les références utiles à sa vérifiabilité et en les liant à la section « Notes et références ».
Le baron Auguste Jean Marie de Schonen est un homme politique français né à Saint-Denis le 12 février 1782 et mort à Paris le 4 décembre 1849.

## Biographie
Fils de Gaspard de Schonen, major du 4e régiment de l'état-major de l'armée et de Marie-Louise de Salis, Auguste de Schonen fit de brillantes études de droit et fut nommé en 1811 juge auditeur à la cour impériale de Paris. Pendant les Cent-Jours, il remplit les fonctions d'avocat général, mais redevint substitut à la Seconde Restauration. Toutefois, en 1819, bien qu'ancien membre de la Vente suprême de la Charbonnerie, il fut nommé conseiller à la cour royale de Paris et, dans ces fonctions inamovibles, fit preuve d'un libéralisme qui lui valut une certaine popularité dans le parti constitutionnel.
Le 17 novembre 1827, il fut élu député par le 5e arrondissement de Paris. Il siégea dans les rangs de l'opposition avec qui il combattit le ministère Polignac et vota l'adresse des 221. Réélu le 12 juillet 1830, il participa activement à la Révolution de Juillet. Lors de la réunion des protestataires dans les bureaux du National, il déclara : « Il n'est plus question de discuter, mais d'agir ; il faut traduire en actes les principes que nous avons proclamés ; nous devons opposer la violence à la violence, et repousser la force par la force. »

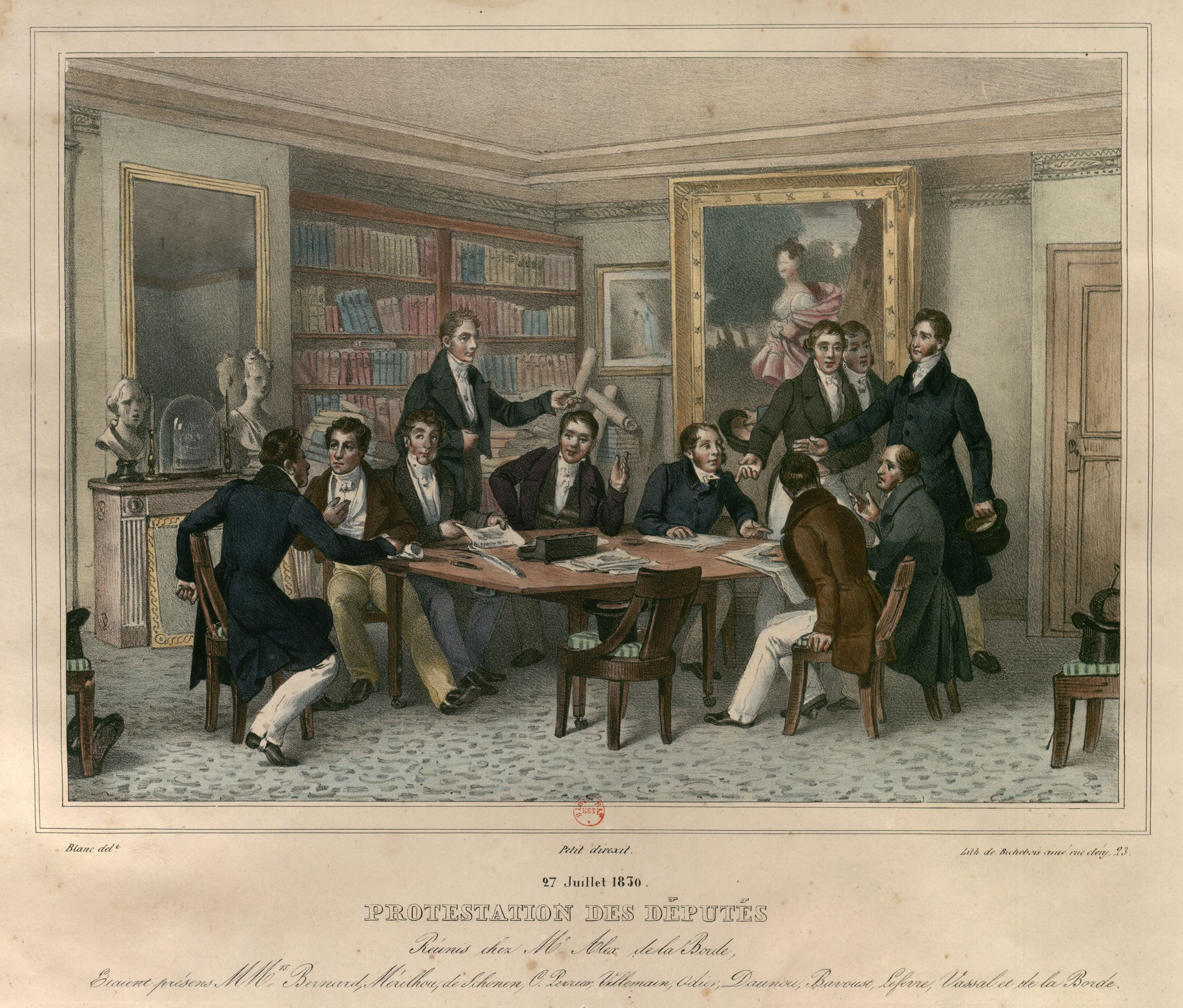
Protestation des députés réunis chez Alexandre de Laborde, le 27 juillet 1830.

Membre de la commission municipale provisoire, il accompagna Charles X à Cherbourg, avec deux autres commissaires, afin de surveiller son embarquement vers l'Angleterre. À la même époque, il devint membre du conseil municipal de Paris et colonel de la 9e légion de la garde nationale.
Désigné comme liquidateur de l'ancienne liste civile, il fut appelé par Louis-Philippe au poste de procureur général près la Cour des comptes. Il fut également président de la commission de surveillance de la maison royale de Charenton et membre du conseil d'administration de l'Institution des jeunes aveugles.
Réélu député le 5 juillet 1831, puis le 21 juin 1834, il ne cessa de soutenir la politique gouvernementale et conservatrice. À la fin de 1831 et au début de 1832, il fut le rapporteur du projet de loi sur la liste civile, qui devait devenir la loi du 11 avril 1832.
Il fut vice-président de la Chambre des députés en 1832, 1833 et 1834. Le 3 octobre 1837, il fut nommé pair de France, au grand scandale de ses anciens amis politiques, qui ne manquèrent pas de lui reprocher son « apostasie ». La Révolution de 1848 le rendit à la vie privée.
Il a publié des brochures anonymes et des discours, entre autres celui qu'il prononça en 1827 aux obsèques de Jacques-Antoine Manuel et qui valut des poursuites à l'éditeur et à l'imprimeur.
Il était grand officier de la Légion d'honneur et décoré de la médaille de Juillet.